# Tarczka terminalna
Tarczka terminalna – rodzaj płytki występujący u larw niektórych muchówek.
Tarczka termianlna znajduje się na ostatnim segmencie ciała larwy. Jest ona silnie zesklerotyzowana i wyposażona w kolce, a zwykle także silnie rozwinięte włoski zmysłowe. Na jej środku znajdują się przetchlinki końcowe.
Tarczka służy za punkt oporu podczas poruszania się larwy. Opiera się ona tarczką o podłoże i wydłuża ciało ku przodowi.